# Madhuca sepilokensis
Madhuca sepilokensis är en tvåhjärtbladig växtart som beskrevs av Pieter van Royen. Madhuca sepilokensis ingår i släktet Madhuca och familjen Sapotaceae. Inga underarter finns listade i Catalogue of Life.